# Psychotria polygrammata
Psychotria polygrammata är en måreväxtart som beskrevs av Cornelis Eliza Bertus Bremekamp. Psychotria polygrammata ingår i släktet Psychotria och familjen måreväxter. Inga underarter finns listade i Catalogue of Life.